# 中國圍棋會
中國圍棋會是中華民國第一個職業圍棋組織，1979年職業化，曾有三大頭銜賽名人、棋王、國手。1990年代後，由於主要贊助者應昌期圍棋教育基金會發展重心移往中國大陸，加上2000年台灣第二個職業圍棋組織台灣棋院成立來競爭，多年間僅存名人賽一個職業棋戰。
到了2000年代後期，鈺德科技、國碩科技董事長、巨圖科技總裁張昭焚任中國圍棋會會長，中國圍棋會有了新的金主。2007年才又新舉辦了頭銜棋戰鈺德盃十段賽，但2010年十段與名人賽因故停辦，變為無舉辦任何職業棋賽。2011年中國圍棋會舉辦鈺德盃女子名人賽，才又有職業棋賽。此外鈺德公司轉投資的文創子公司「大樂司公司」亦有與中國圍棋會舉辦過業餘職業混合的比賽。2017年張昭焚自鈺德科技退休，出資成立大森基金會繼續資助中國圍棋會，鈺德盃女子名人賽也於2018跟著年改為大森盃女子名人賽，為中國圍棋會現今唯一舉辦的職業棋賽。中國圍棋會今重心主要轉向業餘圍棋推廣。

## 歷史
- 1952年，中國圍棋社在台復社，由周至柔將軍出任會長，陳雪屏和林伯壽任副會長，應昌期任總幹事。時至今日應昌期系統仍是會中主流．
- 1953年，「中國圍棋社」改組為「中國圍棋會」，周至柔任會長、程天放、束雲章任副會長、應昌期任總幹事、袁惕素任副總幹事。
- 1972年，「中國圍棋會事件」風暴，周至柔會長將應昌期總幹事解職、再向理事會請辭會長、棋界雙龍頭掛冠。
- 1974年，開始舉辦名人賽。
- 1978年4月2日，「中國圍棋會『職業棋士』籌備會」成立
- 1978年12月17日，「職業棋士制度實施辦法」初稿出台
- 1979年1月26日，通過「職業棋士制度實施辦法」。
- 1979年2月23日，通過周咸亨、陳永安、陳秋龍申請成為職業棋士。
- 1979年4月2日，周咸亨、陳永安、陳秋龍獲頒職業棋士證書。蔡登閣、陳國興、陳憲輝、曹澤霖、陳士獲頒榮譽職業棋士證書。
- 1979年5月25日，陳長清獲頒職業棋士證書。
- 1979年，開始舉辦棋王賽。
- 1981年，開始舉辦國手賽。
- 1981年8月3日，通過曾啟德申請成為第五位職業棋士。
- 1982年1月，中國圍棋會審核現有的職業棋士與榮譽職業棋士，予以敘品。
- 1982年4月2日，頒發品位棋士證書。
  - 六品：陳長清
  - 七品：周咸亨、陳永安
  - 八品：陳秋龍、曹澤霖、陳士
  - 九品：曾啟德、陳國興

取消職業棋士津貼，費用拿來舉辦「品位對抗賽」。
- 1988年應昌期基金會舉辦世界大賽應氏盃，但台灣代表選手全來自日本棋院，中國圍棋會棋士表達不滿。
- 1989年春節過後，發生「打麻將事件」，職業棋士在休息時間於棋會內打麻將，應昌期知道後與棋士爭執，應昌期憤而將品位賽、三大棋賽全部停辦，後國手、名人賽幸有復辦。
- 1991年，中國圍棋會臨時將名人賽改為擂台賽制，當時的名人陳長清（同時也是國手，是1980年代後期台灣最強棋士）認為賽前未知悉，罷賽後遭禁賽，後宣布退出棋壇。從1988年以來應昌期與中國圍棋會棋士各種不合，導致應昌期逐漸將重心轉往大陸。
- 1999年，國手賽停辦。
- 2007年，開始舉辦鈺德盃十段賽。
- 2008年，台灣棋院退院棋士集體入籍中國圍棋會。
- 2009年，台灣棋院退院棋士與台灣棋院和解，再度退會加入台灣棋院，造成中國圍棋會憤而將名人賽、十段賽一同停辦。
- 2011年，開始舉辦女子名人賽。
- 2014年，與台灣棋院合作舉辦新科職業棋士與業餘菁英棋士對抗賽。

## 晉升制度
1982年敘品後，原職業棋士評定賽仿日本大手合，改為「品位升降賽」。採延時罰點。同品黑貼8點，差一品貼6點，差二品貼4點，差三品貼2點。
一年勝率達75% 或二年累積勝率達70%，予以升品。一年勝率未達20% 或二年累積勝率未達25%，予以降品。與現行各國段位制都是只升不降，有很大區別．是棋士唯一的升品管道，後因麻將事件停辦。

## 棋賽
- 現行共主辦大森杯職業圍棋女子名人錦標賽、大成盃、新科職業棋士與業餘菁英棋士對抗賽三項賽事，均為職業、業餘混合賽事。

## 外部連結
中國圍棋會的Facebook專頁